# Polygonia rusticus
Polygonia rusticus är en fjärilsart som beskrevs av Edwards 1874. Polygonia rusticus ingår i släktet Polygonia och familjen praktfjärilar. Inga underarter finns listade i Catalogue of Life.